# Otwór sieciowy

Wejście do torby sieciowej (czarna strzałka) przez otwór sieciowy (zaznaczony na biało).

Otwór sieciowy, otwór Winslowa (łac. foramen omentale, foramen epiploicum, foramen Winslowi) – w anatomii człowieka jedyny otwór w torbie sieciowej łączący ją z właściwą jamą otrzewnej. Ograniczony jest od przodu przez więzadło wątrobowo-dwunastnicze, od tyłu przez żyłę główną dolną, od góry przez płat ogoniasty wątroby, a od dołu przez zgięcie górne dwunastnicy.
Nazwa eponimiczna upamiętnia duńskiego anatoma Jacques'a-Bénigne Winslowa.